# Bälinge församling, Skara stift
Bälinge församling var en församling i Skara stift och i Alingsås kommun. Församlingen uppgick 1967 i Alingsås församling.

## Administrativ historik
Församlingen har medeltida ursprung. 
Församlingen var till 1967 i pastorat med Alingsås (stads/lands)församling som moderförsamling. Församlingen uppgick 1967 i Alingsås församling.

## Kyrkor
- Bälinge kyrka